# ΛCDM 모형
ΛCDM(람다 차가운 암흑물질) 또는 람다-CDM 모형은 우주가 세 가지 주요 구성 요소를 포함하는 대폭발 우주론 모형의 매개변수화이다. 첫째, 암흑 에너지와 관련된 람다(그리스어 Λ)로 표시되는 우주 상수; 둘째, 상정된 차가운 암흑물질(약칭 CDM); 셋째, 보통 물질. 이것은 우주의 다음과 같은 특성을 상당히 잘 설명하는 가장 단순한 모형이기 때문에 대폭발 우주론의 표준 모형으로 자주 언급된다:
- 우주배경복사의 존재와 구조
- 은하 분포 속의 거대 구조
- 관측에서 알 수 있는 수소(중수소 포함)와 헬륨과 리튬의 풍부함
- 먼 은하와 초신성에서 오는 빛에서 관측된 우주의 가속 팽창

ΛCDM 모형은 일반 상대성이론을 우주론적인 규모에서 정확한 중력 이론으로 취급한다. 1990년대 말엽에 등장한 이 모형은 그간 관측상 서로 일치하지 않았던 우주의 성질과 우주의 에너지 밀도 조성에 관하여 합치를 이끌어내며 일치 우주론(concordance cosmology)으로 표현되기도 하였다.
ΛCDM 모형은 급팽창 이론과 퀸테센스(quintessence)와 기타 현대 우주론에서 추론 및 연구 중인 분야의 요소를 더하여 확장할 수 있다.
ΛCDM 모형의 가정에 도전하는 대안 모형 역시 일부 존재한다. 그러한 예로서 수정 뉴턴 역학과 엔트로피적 중력, 수정 중력, 대규모 물질 밀도 요동 이론, 바이메트릭 중력, 빈 공간의 척도 불변, 암흑물질 붕괴(DDM) 등이 있다.

## 개요

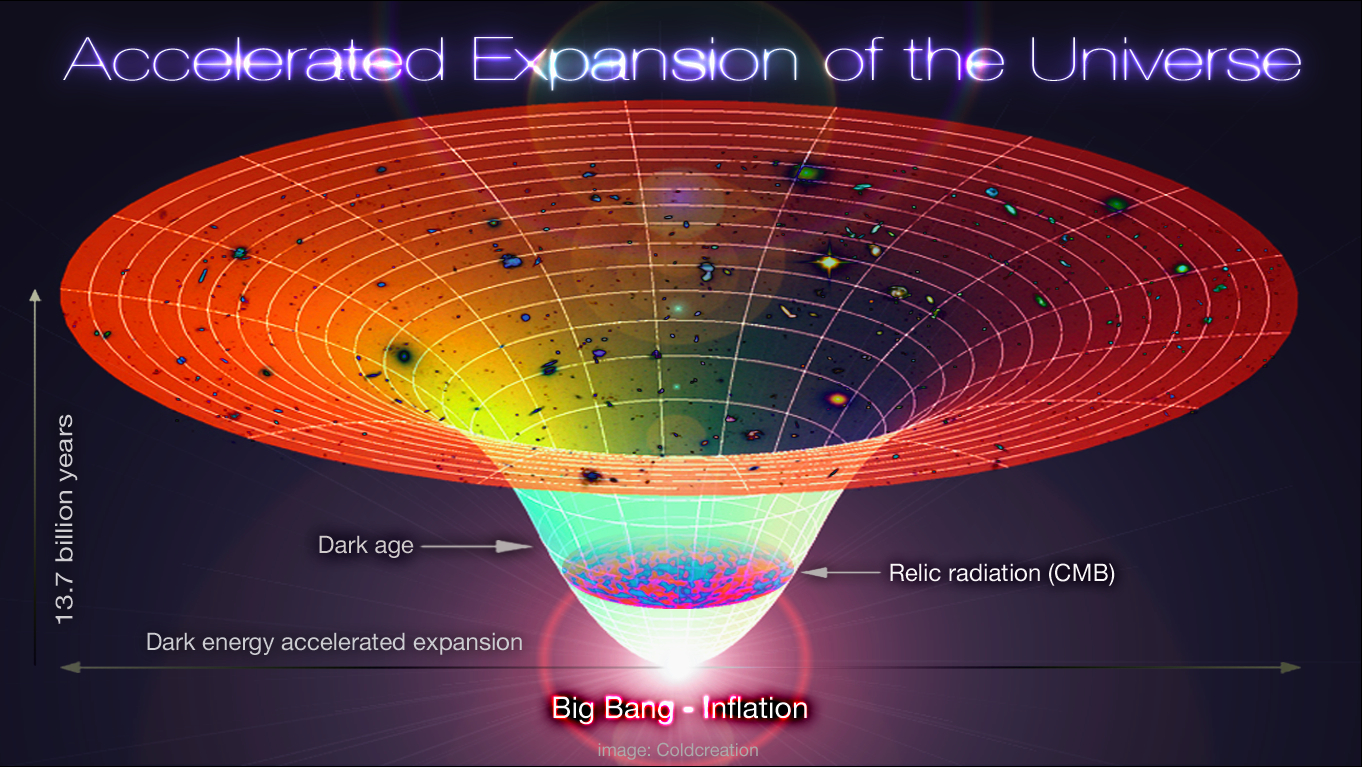
ΛCDM, 우주의 가속화된 확장. 이 개략도의 타임라인은 137억년 전 대폭발/급팽창 시대부터 현재의 우주론적 시간까지 이른다.

ΛCDM 모형에서는 메트릭 공간이 팽창한다. 이는 먼 은하에서 오는 빛의 흡수·방출선 스펙트럼의 적색편이나 초신성 광도 곡선이 붕괴할 때 관측할 수 있는 시간 팽창에서 알 수 있다. 두 효과 모두 전자기 복사가 팽창하는 우주 공간을 이동하면서 일어나는 도플러 효과에 기인한다. 이러한 팽창 때문에 중력적으로 간섭 받지 않는 천체 사이의 거리는 증가하지만, 천체(예를 들면 은하) 자체의 크기는 공간적으로 늘어나지 않는다. 또한, 우주의 팽창으로 인해 거리가 먼 은하들은 서로 광속보다 빠른 속력으로 후퇴할 수 있다. 국소적인 공간의 팽창은 빛의 속력보다 느리지만, 큰 거리에서 국소적인 팽창 효과들이 누적되면 총체적으로 빛의 속력을 초과할 수 있기 때문이다.
문자 {\displaystyle \Lambda }(람다)는 우주상수를 나타내는데, 현대 우주론에서는 이것을 오늘날의 우주가 중력의 견인 효과와는 반대로 가속 팽창하는 이유를 설명하는 데 쓰이는 진공에너지나 암흑 에너지와 상관있는 것으로 보고 있다. 우주상수는 음의 압력 {\displaystyle p=-\rho c^{2}}을 가지며, 이 압력은 일반 상대성이론에 의거하여 가속 팽창을 유발하는 응력-에너지 텐서에 기여한다. 완전히 평탄하거나 거의 평탄한 우리 우주의 총 질량-에너지 밀도에서 암흑 에너지가 차지하는 비율 {\displaystyle \Omega _{\Lambda }}는 2018년 Ia형 초신성을 활용한 암흑 에너지 탐사에 의하면 {\displaystyle 0.669\pm 0.038}이며, 플랑크 위성의 2018년 관측 자료 공개에 의하면 {\displaystyle 0.6847\pm 0.0073} 혹은 우주의 질량-에너지 밀도의 68.3% 이상으로 추정된다.
암흑물질은 은하의 회전 곡선이 평탄한 문제나 은하단 배경의 중력렌즈와 은하단에서 은하의 군집 현상이 기대보다 큰 문제처럼 매우 큰 규모의 구조에서 관측된 물질의 양으로는 설명이 어려운 중력적 효과를 설명하기 위해 도입되었다.
지금 각광받는 가설인 차가운 암흑물질의 성질은 다음과 같다.
중입자 물질이 아니다.양성자와 중성자(그리고 중입자는 아니나 관례상 그렇게 취급되는 전자)와는 다른 종류의 물질로 되어있다.
차갑다.암흑물질 입자의 속력은 복사의 밀도와 물질의 밀도가 동일하던 시기에 광속보다 매우 작았다(그러므로 중입자가 아니되 차갑지 않은 중성미자는 암흑물질 후보로 배제된다).
산일하지 않는다.광자를 방출하여 식을 수 없다.
충돌성이 없다.암흑물질 입자는 중력 상호작용과 (아마) 약한 상호작용으로만 타 입자와 상호작용한다.
암흑물질은 우주의 총 질량-에너지 밀도의 약 26.5%에 기여한다. 나머지 4.9%는 모두 일반 물질로 되어있으며, 원자와 기체와 플라스마처럼 행성과 별과 은하를 이루는 물질의 형태로 관측된다. 일반 물질의 대다수는 보이지 않는다. 은하와 은하단에서 관측할 수 있는 별과 기체는 일반 물질이 우주의 총 질량-에너지 밀도에 기여하는 값의 10%도 되지 않는다.
또한, 우주의 총 에너지 밀도의 아주 작은 일부분(약 0.01%)은 우주배경복사의 형태이며, 0.5% 미만은 우주 배경 중성미자의 형태로 존재한다. 이들의 밀도는 오늘날에는 매우 작지만, 먼 과거에는 그보다 훨씬 컸으며, 물질-복사 동등 시대 이전인 {\displaystyle z>3200}에서는 물질을 압도하였다.
ΛCDM 모형은 "대폭발"이라는 한 차례의 사건을 포함하지만, 이는 물리적인 폭발이 아니라 온도가 약 1015K이며 복사로 이루어진 팽창하는 시공간이 갑작스레 나타난 것을 뜻한다. 직후, 10-29초보다 짧은 시간이 지나서 공간은 지수함수적으로 팽창하였고 1027배 혹은 그 이상의 척도로 늘어났다. 이것이 이른바 급팽창 이론이다. 초기 우주는 수십만 년 동안 (10,000K 이상으로) 뜨거웠다. 이러한 상태는 우주 마이크로파 배경(CMB)이라고 일컬어지면서 오늘날 하늘의 모든 방향에서 오는 저에너지 복사를 통해 관측할 수 있다. 우주 급팽창과 입자물리학의 표준 모형을 곁들인 "대폭발" 시나리오는 우주의 팽창과 우주에 있는 가벼운 원소(수소, 헬륨, 리튬)의 분포와 우주 마이크로파 배경의 미세한 불균일(비등방성)에 관한 관측과 일치하는 유일한 우주 모형이다. 급팽창 이론은 우주 마이크로파 배경의 "지평선 문제"를 해결하기도 하며, 실제로 우주는 관측 가능한 입자 지평선보다 클 가능성이 높은 것으로 보인다.
ΛCDM 모형은 프리드만-르메트르-로버트슨-워커 계량과 프리드만 방정식과 우주 상태 방정식을 사용하여 관측 가능한 우주를 급팽창 시대 이후부터 현재와 미래까지 기술한다.

## 우주의 팽창 역사
우주의 팽창은 무차원 척도인자 {\displaystyle a=a(t)}를 매개변수로 한다. 여기서 시간 {\displaystyle t}는 우주가 탄생한 시점부터 세며, 오늘날 척도인자의 상대값은 {\displaystyle a_{0}=a(t_{0})=1}로 정의한다. 우주론 마당에서 아래첨자 0은 관습상 오늘날의 값을 나타낸다. 따라서 {\displaystyle t_{0}}란 오늘날 우주의 나이를 뜻한다. 척도인자는 {\displaystyle t_{\mathrm {em} }} 시점에서 방출된 빛에서 관측되는 적색편이 {\displaystyle z}와 다음처럼 결부된다.
{\displaystyle a(t_{\mathrm {em} })={\frac {1}{1+z}}}.
우주의 팽창률을 기술하며 시간에 종속되는 허블계수 {\displaystyle H(t)}는 다음처럼 정의된다.
{\displaystyle H(t)\equiv {\frac {\dot {a}}{a}}}.
여기서 {\displaystyle {\dot {a}}}은 척도인자의 시간 미분이다. 우주의 팽창률은 다음처럼 제1 프리드만 방정식을 통해 물질 및 복사의 밀도 {\displaystyle \rho }와 곡률 {\displaystyle k}와 우주상수 {\displaystyle \Lambda }로 기술할 수 있다.
{\displaystyle H^{2}=\left({\frac {\dot {a}}{a}}\right)^{2}={\frac {8\pi G}{3}}\rho -{\frac {kc^{2}}{a^{2}}}+{\frac {\Lambda c^{2}}{3}}}.
여기서 {\displaystyle c}는 빛의 속력이며 {\displaystyle G}는 중력상수다. 임계밀도 {\displaystyle \rho _{\mathrm {crit} }}은 우주상수 {\displaystyle \Lambda }를 0으로 가정하면 곡률 {\displaystyle k}가 0인 오늘날 우주의 밀도가 된다. 이러한 조건을 프리드만의 방정식에 대입하면
{\displaystyle \rho _{\mathrm {crit} }={\frac {3H_{0}^{2}}{8\pi G}}=1.878\ 47(23)\times 10^{-26}\ h^{2}\ \mathrm {kg\ m^{-3}} }.
여기서 {\displaystyle h\equiv H_{0}/(100\ \mathrm {km\ s^{-1}\ Mpc^{-1}} )}는 환산허블상수(reduced Hubble constant)다. 우주상수가 0이라면 임계밀도는 향후 우주가 다시 붕괴하여 빅크런치를 맞이할지, 영원히 팽창할지 구분하는 기준선이 되기도 한다. 관측처럼 양의 우주상수를 가지는 ΛCDM 모형의 경우, 우주는 총밀도가 임계밀도보다 약간 크거나 작더라도 영원히 팽창할 것으로 기대된다. 하지만 우주상수를 상수가 아닌 시간 의존 변수로 취급하는 확장 모형에서는 다른 결과가 나올 수도 있다.
오늘날의 밀도계수(density parameter) {\displaystyle \Omega _{x}}는 다음처럼 우주의 여러 성분에 대한 무차원 비율로 정의하는 것이 일반적이다.
{\displaystyle \Omega _{x}\equiv {\frac {\rho _{x}(t=t_{0})}{\rho _{\mathrm {crit} }}}={\frac {8\pi G\rho _{x}(t=t_{0})}{3H_{0}^{2}}}}.
여기서 아래첨자 {\displaystyle x}는 중입자의 경우 {\displaystyle b}, 차가운 암흑물질의 경우 {\displaystyle c}, 복사(광자 및 상대론적 중성미자)의 경우 {\displaystyle rad}, 암흑에너지의 경우 {\displaystyle DE} 내지 {\displaystyle \Lambda }로 나타낸다.
각 성분의 밀도는 곱해지는 척도인자 {\displaystyle a}의 멱이 다르다. 예를 들면 물질의 경우는 {\displaystyle a^{-3}}이 곱해진다. 그러므로 프리드만 방정식은 다음처럼 편의상 각 성분의 밀도계수로 다시 나타낼 수 있다.
{\displaystyle H(a)\equiv {\frac {\dot {a}}{a}}=H_{0}{\sqrt {\left(\Omega _{c}+\Omega _{b}\right)a^{-3}+\Omega _{rad}a^{-4}+\Omega _{k}a^{-4}+\Omega _{\Lambda }a^{-3(1+w)}}}}
여기서 {\displaystyle w}는 암흑 에너지의 상태 방정식에 관한 계수이다. 식은 중성미자의 질량을 무시할 수 있을 수준으로 가정하였다. 중성미자의 질량이 무시할 수 없을 수준으로 크다면 더 복잡한 방정식이 필요하다. 각 {\displaystyle \Omega } 계수의 총합은 1이 되는 식이다. 일반적인 상황에서는 어떤 우주론 변수가 주어졌을 때 이를 계산기로 적분하여 우주의 팽창 역사 {\displaystyle a(t)}를 구한다. 관측 가능한 우주 내의 거리와 적색편이 관계 역시 그러하다. 그리고 그 계산 결과를 초신성이나 중입자 음파 진동과 같은 관측과 비교하는 식이다.
가장 간단한 6변수 ΛCDM 모형에서는 {\displaystyle \Omega _{k}=0}과 {\displaystyle w=-1}을 가정한다. 그러면 위 식은 아래처럼 단순해진다.
{\displaystyle H(a)=H_{0}{\sqrt {\Omega _{m}a^{-3}+\Omega _{rad}a^{-4}+\Omega _{\Lambda }}}}.
관측에 의하면 복사 밀도는 오늘날 {\displaystyle \Omega _{rad}\sim 10^{-4}} 정도로 매우 작다. 이 항을 무시할 수 있다면, 위 식의 해석적 해는
{\displaystyle a(t)=\left(\Omega _{m}/\Omega _{\Lambda }\right)^{1/3}\ \sinh ^{2/3}\left(t/t_{\Lambda }\right)}.
여기서 {\displaystyle t_{\Lambda }\equiv 2/\left(3H_{0}{\sqrt {\Omega _{\Lambda }}}\right)}이다. 이 해는 {\displaystyle a>0.01} 혹은 {\displaystyle t>10\ \mathrm {Myr} }일 때 상당히 정확하다. 이를 {\displaystyle a(t)=1}에 대해서 풀면 다른 변수에 대해서 오늘날 우주의 나이 {\displaystyle t_{0}}를 구할 수 있다.
이어서 우주의 팽창이 감속 팽창에서 가속 팽창으로 전환되는 (척도인자의 이계 도함수 {\displaystyle {\ddot {a}}}가 0이 되는) 때는
{\displaystyle a=\left(\Omega _{m}/2\Omega _{\Lambda }\right)^{1/3}}.
플랑크 위성의 관측 자료와 가장 잘 맞는 변수를 대입하면 {\displaystyle a\sim 0.6} 혹은 {\displaystyle z\sim 0.66}일 때 이러한 일이 일어나는 것으로 계산된다.

## 발전사
1964년, 우주 마이크로파 배경이 발견되며 대폭발 우주론에서 예측하던 핵심 사항 중 하나가 입증되었다. 이를 기점으로 우주가 뜨겁고 조밀한 상태에서 시작하여 시간에 따라 팽창하였다는 설이 널리 받아들여졌다. 우주의 팽창률은 어떤 종류의 물질-에너지가 우주에 존재하는지, 그리고 특히 우주의 총밀도가 이른바 임계밀도라고 하는 기준 밀도보다 큰지 작은지에 따라서 달랐다.
1970년대에는 순수하게 중입자로만 조성된 우주 모형이 주목받았다. 하지만 당시 우주 마이크로파 배경에서 기대되었던 비등방성은 상한값마저 너무 작았기 때문에 이를 통해 은하의 형성을 설명하는 데는 큰 어려움이 있었다. 차가운 암흑물질이 중입자 물질을 압도하는 경우에서 그 문제가 해결될 수 있다는 것은 1980년대 초에 밝혀지기 시작하였다. 같은 시기에는 급팽창 이론이 부상하여 임계밀도를 가지는 우주 모형이 합리적일 수 있음을 보였다.
1980년대에는 차가운 암흑물질 95%와 중입자 물질 5%로 이루어진 물질의 밀도가 임계밀도와 동일한 CDM 모형이 각광을 받았다. 이러한 모형은 은하와 은하단을 형성하는 데서 적합한 설명으로 성공을 거두었으나, 여전히 해결할 수 없었던 문제가 있었다. 그중에서 주목할 만한 것은 CDM 모형이 관측에서 선호하는 것보다 작은 허블상수를 요하는 것이었다. 1988년에서 1990년 무렵에는 은하의 군집 현상의 규모가 기대보다 더 크다는 것이 관측되기도 하였다.
이러한 문제는 1992년에 우주배경 탐사선이 우주 마이크로파 배경 비등방성을 발견하며 분명해졌다. 1990년대 중반부터는 ΛCDM 모형과 차가운 암흑물질 및 뜨거운 암흑물질의 혼합 모형처럼 CDM 모형을 수정한 모형들이 진지하게 고려되었다. 그리고 1998년에 우주의 가속 팽창이 발견되면서 그중 하나였던 ΛCDM 모형은 주류 우주론 모형으로 부상하였고, 곧바로 다른 관측으로 뒷받침되기도 하였다. 2000년에는 BOOMERanG 우주 마이크로파 배경 실험단이 우주의 총밀도가 임계밀도와 거의 완전히 같음을 보였고, 2001년에는 2dFGRS 은하 적색편이 탐사단이 우주의 물질 밀도가 임계밀도의 약 25%임을 보였다. 두 값의 차이는 양의 우주상수(암흑 에너지)가 존재한다는 사실을 뒷받침한다. 이어서 2003년부터 2010년까지는 WMAP이 우주에서 우주 마이크로파 배경을 관측하였고, 2013년부터 2015년까지는 플랑크가 우주 마이크로파 배경을 정밀하게 관측하여 모형을 뒷받침하는 동시에 변수의 값을 정확하게 결정하였다. 오늘날 이러한 우주론 변수는 오차율이 1%보다 작다.
오늘날에는 우주론 변수를 개선하는 일이라든지 허블 텐션과 CMB 쌍극자 등 최근 관측과 ΛCDM 모형 사이의 대립을 해결하는 일처럼 ΛCDM 모형의 여러 측면에 관하여 활발한 연구가 진행 중이다. 덧붙여서 ΛCDM 모형에는 암흑물질이나 암흑 에너지의 기원이나 물리적인 본질에 관하여 기술하는 물리학 이론이 없다. 우주배경복사 섭동의 근 척도 불변 스펙트럼과 천구에서 나타나는 그 섭동의 모습은 재결합 시점에서 우주가 열적·음향적으로 매우 미세하게 균일하지 않은 결과로 여겨진다.
역사적으로는 절대다수의 천문학자와 천체물리학자가 ΛCDM 모형이나 그와 관련한 것을 지지하였지만, 최근에는 ΛCDM 모형과 상충하는 관측이 이루어지면서 일부가 프리드만-르메트르-로버트슨-워커 계량에서 탈피한다든지 암흑 에너지를 수정한다든지 하는 방식으로 대안 모형을 물색하고 있다. 한편으로는 모르데하이 밀그롬과 스테이시 맥고와 파벨 크로우파가 은하 형성의 관점에서 ΛCDM 모형의 암흑물질 비율에 관해서 오랜 시간 앞장서서 비판을 해왔고, 그 대안으로 수정 뉴턴 역학을 지지하였다. 이러한 가설에 따르면 수정 중력 이론이나 텐서-벡터-스칼라 중력 이론처럼 아인슈타인의 장방정식과 프리드만의 방정식을 수정할 필요가 있다. 그밖에 이론적인 측면에서 암흑에너지나 암흑물질을 설명하기 위해 일반 상대성의 우주론적 대안으로 제안되는 이론은 갈릴레온 이론, 막 우주론, DGP 모형, 무거운 중력이나 그 확장판인 바이메트릭 중력같은 스칼라-텐서 이론과 f(R) 중력이 있다.

## 성공
ΛCDM 모형은 2000년 이전의 여러 관측을 설명하는 데 이어서, 여러 가지를 예측하고 검증하는 데서 성공을 거두기도 하였다. 괄목할 만한 것은 2005년에 미리 예견된 자리에서 발견된 중입자 음파 진동과 2000년에 여러 연구 단체가 처음으로 관측한 약한 중력렌즈의 통계 분포가 있다. 2002년에는 DASI가 우주배경복사에서 ΛCDM 모형이 예견하였던 편광을 발견하였다. 2015년 플랑크 관측자료 공개에서 역시 모형이 예견한 바와 같이 온도 파워 스펙트럼(TT)에서 봉우리 일곱 개, 온도-편광 교차 스펙트럼(TE)에서 봉우리 여섯 개, 편광 파워 스펙트럼(EE)에서 봉우리 다섯 개가 확인되었다. 모형에 쓰이는 여섯 가지의 자유 매개변수는 TT 스펙트럼으로 값의 범위를 제한할 수 있다. 그런 후 이론을 통해서 TE 스펙트럼과 EE 스펙트럼을 수 퍼센트의 정밀도로 예측할 수 있다.

## 문제점 및 과제
여러 해에 걸쳐 ΛCDM 모형을 활용한 시뮬레이션과 우리 우주의 관측이 모형의 타당성에 관하여 문제를 제기하면서, 지금은 우주론자 일부가 ΛCDM 모형을 다른 우주론 모형으로 대체할 필요가 있다고 여기는 시점에 이르렀다.

### 발견 부족
암흑물질 입자를 찾으려는 광범위한 탐색은 지금까지 서로 잘 합치하는 발견을 보여준 적이 없었다; 암흑 에너지는 실험실에서 발견하는 것이 거의 불가능할 것이고, 또한 그 값은 이론적으로 기대되는 진공에너지와 비교하였을 때 우주상수 문제.

### 우주론 원리 위배
ΛCDM 모형은 우주론 원리를 만족한다. 즉, 우주에서 관측상 우리의 위치는 특별한 것이 없다. 충분히 큰 규모에서 우주는 어떤 방향을 보든(등방성) 어떤 위치에서 보든(균질성) 다르게 보이는 것이 없어야 한다. 우주론 원리가 성립하는 것은 ΛCDM의 선구 모형이 처음 개발되던 당시 복잡한 비등방성이나 비균질성 모형을 충분히 가려낼 수 있을 정도의 관측 자료가 없었다는 데서 기인한다. 즉, 간단한 모형을 만들기 위해서 가정된 균질성과 등방성이 ΛCDM 모형에 그대로 계승된 셈이다. 그러나 최근 관측은 우주가 특히 등방성의 측면에서 우주론 원리를 위배할 수도 있다는 것을 시사한다. 이러한 위배는 ΛCDM 모형에 문제를 제기하며, 이를 토대로 일부 연구자는 우주론 원리가 더는 필요가 없다든지 오늘날의 우주에서는 프리드만-르메트르-로버트슨-워커 계량을 적용할 수 없을 수도 있다고 피력하고 있다. 이는 나아가 ΛCDM 모형에서 쓰이는 우주상수의 유효성에 관하여 시사하기도 한다. 암흑 에너지의 존재란 우주론 원리가 참인 경우에서 관측으로 시사되기 때문이다.

#### 등방성 위배
은하단과 퀘이사와 Ia형 초신성에 관한 관측은 정황상 우주가 큰 규모에서 등방성을 위배한다는 것을 암시한다.
플랑크 임무의 관측 자료는 우주 마이크로파 배경이 두 가지 측면에서 양 반구로 편향되어 있음을 보여준다. 그러한 측면 중에서 하나는 평균 온도에 관한 것이고(즉, 온도 요동), 다른 하나는 섭동 정도(즉, 밀도)상 큰 요동에 관한 것이다. 플랑크 임무를 감독하는 유럽 우주국(ESA)의 보도를 참고하면, 이러한 우주 마이크로파 배경의 비등방성은 실제로 통계상 유의미하기 때문에 결코 무시할 수 없다.
이미 1967년에 데니스 시아마를 통해 우주 마이크로파 배경이 상당한 쌍극자 비등방성을 가진다는 사실이 예견된 바 있다. 최근 들어서는 CMB 쌍극자을 검증하는 시도가 이루어졌고, 지금의 그 결과는 멀리 있는 전파 은하와 퀘이사에 대한 우리의 상대운동이 우주 마이크로파 배경에 대한 상대운동과는 다르다는 것을 시사한다. 최근 Ia형 초신성과 퀘이사의 허블 다이어그램을 다룬 연구 역시 전술한 것과 동일한 결론에 도달한 바 있다.
CMB 쌍극자를 간접적으로 시사하는 관측은 여러 가지가 있다. 우선은 우주 마이크로파 배경 자체에서도 특이한 방향 정렬이나 이상한 패리티 비대칭성이 관측된다는 것이다. 이들은 CMB 쌍극자에서 기원하였을 수도 있다. 그와 별개로, CMB 쌍극자의 방향은 퀘이사 편광 정렬이나 은하단의 치수 관계, 중력렌즈#강한 렌즈효과 (Strong lensing)의 시간 지연, Ia형 초신성, 표준 촉광으로 활용된 퀘이사와 감마선 폭발이 선호하는 방향에서 나타난다. 이처럼 각기 다른 물리학에 기반한 독자적인 관측이 모두 CMB 쌍극자의 방향을 가리킨다는 사실은 우주가 CMB 쌍극자 방향으로 비등방적이라는 것을 시사한다.
그러나, 일부 연구자는 우주 마이크로파 배경의 온도 지도 연구를 토대로 지구 주변의 우주가 등방적인 것이 큰 유의성을 가진다고 주장한다.

#### 균질성 위배
야다브Yadav 등은 ΛCDM 모형을 적용한 N체 시뮬레이션을 통해 은하의 공간 분포가 260 h-1 Mpc보다 클 때 통계적으로 균일함을 보였다. 하지만 일부 연구자는 대규모 구조 중에서 다음처럼 ΛCDM 모형이 기대하는 균질 규모와는 상충하는 구조를 다수 발견한 바 있다.
- 클로즈-캄푸사노 거대퀘이사군. 1991년에 발견되었으며 길이는 580 Mpc에 달한다.
- 슬론 장벽. 2003년에 발견되었으며 길이는 423 Mpc에 달한다.[44]
- U1.11. 2011년에 발견된 거대퀘이사군으로서, 길이는 780 Mpc에 달한다.
- 초거대퀘이사군. 2012년에 발견되었으며, 길이는 ΛCDM에서 기대되는 허용 규모의 세 배이며 폭은 두 배에 달한다.
- 헤라클레스자리-북쪽왕관자리 장벽. 2013년 11월에 발견되었으며, 길이는 2-3 Gpc에 달한다.[45]
- 자이언트 아크(영어판). 2021년 6월에 발견되었으며 길이는 1 Gpc에 달한다.[46]

ΛCDM 모형의 균질 규모보다 큰 구조가 있다는 사실이 ΛCDM 모형에 내재하는 우주론 원리를 꼭 위반할 필요는 없다는 주장도 있다.

### 엘 고르도 은하단
엘 고르도는 조금 이른 우주에 있는({\displaystyle z=0.87}) 상호작용 은하단이다. 적색편이, 질량, 충돌 속도 면에서 엘 고르도의 극단적인 성질은 {\displaystyle 6.16\sigma }의 통계적 유의로 ΛCDM 모형과 크게 상충하지만, 수정 뉴턴 역학(MOND)의 틀에서 실행된 우주론 시뮬레이션 결과와는 일치한다. 수정 뉴턴 역학 기반이 구조 생성을 더 빠르게 구현하기 때문이다.

### KBC 보이드
KBC 보이드는 우리 은하를 포함하고 있는 저밀도 공간으로서, 지름이 600메가파섹에 달할 정도로 크다. 일부 연구자의 주장에 따르면, KBC 보이드가 존재한다는 사실은 우주배경복사가 {\displaystyle z=1100} 무렵의 중입자 밀도 요동을 반영한다는 가정이나 아인슈타인의 일반 상대성이론을 위배하며, 둘 중 어느 것 하나가 옳든 ΛCDM 모형을 위반한다고 주장한다. 반면, KBC 보이드 정도로 거대한 슈퍼보이드 역시 ΛCDM 모형으로 설명할 수 있다는 주장도 있다.

### 허블 텐션
우주론 마당에서 허블-르메트르 법칙#허블 상수의 측정값은 ΛCDM 모형의 주요 문제로 널리 알려져 있다. 2021년 12월 《내셔널 지오그래픽》의 보도에 따르면 어떤 것이 허블 텐션을 유발하는지는 아직 밝혀진 것이 없다. 하지만 전술한 바와 같이 우주 원리가 관측과 맞아떨어지지 않으면 허블상수나 허블 텐션에 관한 기존의 해석 역시 수정되어야 한다. 그러한 면에서 허블 텐션은 해결의 여지가 있을지도 모른다.
일부 연구자는 허블 텐션을 KBC 보이드만으로 온전히 설명할 수 있으리라 추측한다. 이러한 추측에 의하면, 보이드 내부 은하의 초신성을 관측하여 얻은 국소적인 허블상수 값은 우주론적으로 측정한 허블상수의 값보다 클 것으로 기대된다. 그러나 다른 연구에 의하면, 기대되는 저밀도 공간의 규모가 그 규모 이상의 범위에 걸친 관측과는 양립할 수 없다는 사실이 밝혀지면서 관측상 그러한 증거는 없는 것으로 확인되었다. 이어서 그 분석에 중대한 결함을 지적하는 반론이 제기되며, 허블 텐션이 KBC 보이드의 유출에서 비롯되었을 가능성은 아직도 열린 채로 남아있다.
허블 텐션이 일어나며, 일각에서는 ΛCDM 모형 너머의 새로운 물리학을 물색하고 있다. 모리츠 하슬바우어 등은 수정 뉴턴 역학이 허블 텐션을 해결할 수 있으리라 제안한 바 있다. 다른 한편으로는 ΛCDM 모형을 대체하기 위해 마크 캐미언코스키의 주도로 초기 암흑에너지 우주 모형이 제안되기도 하였다.

### S8텐션
우주론 마당에서는 {\displaystyle S_{8}} 텐션 역시 ΛCDM 모형의 주요한 문제 중 하나다. ΛCDM 모형에서 {\displaystyle S_{8}} 변수는 다음처럼 후기 우주의 물질 요동 진폭을 정량화한다.
{\displaystyle S_{8}\equiv \sigma _{8}{\sqrt {\Omega _{m}/0.3}}}
{\displaystyle S_{8}} 변수에 관하여 ΛCDM 모형과 관측은 {\displaystyle 2\sigma }에서 {\displaystyle 3\sigma } 정도의 통계적 유의로 일치하지 않는다.

### 악의 축
ΛCDM 모형은 우주 마이크로파 배경의 관측 자료와 우주 마이크로파 배경에 관한 해석이 정확하다는 것을 전제로 하고 있다. 하지만 태양계의 궤도면과 은하의 회전과 특정 방향의 우주 마이크로파 배경 사이에는 상관관계처럼 보이는 것이 있다. 이는 ΛCDM 모형을 뒷받침하는 데 쓰인 우주 마이크로파 배경의 관측 자료나 해석에 잘못된 부분이 존재하거나, 코페르니쿠스 원리와 우주론 원리가 어긋났을 수도 있다는 것을 시사한다.

### 우주론적 리튬 문제
우주에서 실제로 관측되는 리튬의 양은 ΛCDM 모형에서 기대되는 양의 3분의 1에서 4분의 1 수준이다. 계산상의 오류가 없을 경우, 이 문제를 해결하려면 기존의 ΛCDM 모형 너머의 우주 모형이 필요할 것이다.

### 우주의 모양
ΛCDM 모형은 우주의 모양이 곡률 없이 평탄하다고 가정한다. 하지만 최근 플랑크의 관측 자료는 우주의 모양이 닫혀있을 수도 있음을 시사한다. 이는 ΛCDM 모형의 가정과 상충한다. 일각에서는 양의 곡률을 탐지한 플랑크의 관측 결과가 실제로 우주가 닫혀있어서 그런 것이 아니라 곡률상의 국소적인 비균질성을 탐지한 정황일 것이라 제안한 바 있다.

### 강한 등가원리 위배
ΛCDM 모형은 등가원리#강한 등가원리를 참으로 가정한다. 하지만 한 연구진은 2020년에 스피처 측광 정밀 회전 곡선(SPARC) 표본 데이터를 전천에 있는 은하로부터 추산한 대규모 수정 뉴턴 역학#외부 중력장 효과와 함께 분석한 연구를 통해 회전 운동으로 평형을 만족하는 은하 부근의 약한 중력장에서 강한 등가원리가 어긋난다는 것이 통계적으로 상당히 유의미하다는 결론을 얻은 바 있다. 이러한 관측은 ΛCDM 모형의 조석 효과와 일치하지 않는다.

### 차가운 암흑물질 방면의 문제
ΛCDM 모형에서 차가운 암흑물질의 성질을 통해 예측하는 것과 은하와 은하의 군집 현상을 살펴본 관측 사이에는 상충하는 점이 몇 가지 있다. 이러한 문제 중에서 일부는 해결 방법이 제안된 바 있으나, 그러한 해법이 ΛCDM 모형을 배제하지 않고 해결할 수 있는지는 아직 불분명하다.

#### 뾰족한 헤일로 문제
중입자 피드백의 영향을 고려하지 않는 차가운 암흑물질 시뮬레이션에서 암흑물질 헤일로의 밀도 분포는 은하의 회전 곡선을 살펴봄으로써 알 수 있는 관측보다도 정상(헤일로 중심) 부근이 훨씬 가파르다. 이러한 문제를 뾰족한 헤일로 문제라고 일컫는다.

#### 왜소은하 문제
차가운 암흑물질 시뮬레이션은 작은 암흑물질 헤일로가 다수 존재할 것으로 예측하나, 우리 은하와 같은 은하 주변에서 관측되는 왜소은하의 수는 그보다 훨씬 적다.

#### 위성은하 원반 문제
우리 은하나 안드로메다 은하 주위에서 공전하는 왜소은하는 얇은 면 구조를 이루는 채로 관측되지만, 시뮬레이션에서는 그러한 면 구조를 이루지 않고 모은하에 대해 무작위로 분포해야 한다.

#### 고속 은하 문제
NGC 3109와 운동학적인 유사성을 가지는 주변 은하는 ΛCDM 모형에서 예측하는 것보다 훨씬 빠르게 움직이고 있다. 이러한 틀에서 NGC 3109는 매우 무거운 데다 국부 은하군에서 외딴 곳에 있기 때문에 우리 은하나 안드로메다 은하가 연루된 삼체 상호작용만으로는 그만한 거리까지 갈 수가 없다.

#### 은하 형태 문제
은하가 계층적으로 성장할 경우, 무거운 은하는 여러 차례의 병합을 겪었어야 한다. 대규모 병합은 필연적으로 고전 팽대부를 생성한다. 그러나 관측 방면에서 은하의 80%가량은 그러한 팽대부가 없다. 순수하게 커다란 원반 구조로만 된 은하가 대부분이다. 이러한 대립은 오늘날에 관측된 은하의 형태 분포를 ΛCDM의 틀에서 실행된 고해상도 유체 시뮬레이션과 비교함으로써 정량적으로 보일 수 있다. 그러면 문제는 시뮬레이션의 해상도를 개선하는 것만으로는 해결할 수 없을 정도로 유의미해진다. 지금과 같은 무팽대부 은하의 비율은 80억 년 전부터 거의 일정하게 유지되었다.

#### 빠른 은하 막대 문제
은하가 차가운 암흑물질로 된 무거운 헤일로 속에 심겨 있을 경우, 그 중심 영역에서 빈번하게 나타나는 은하 막대는 헤일로와 동역학적 마찰로 느리게 회전해야 한다. 그러나 이러한 예측은 은하 막대 대부분이 빠르게 회전하고 있음을 보여주는 관측과 심각하게 대립한다.

#### 작은 규모 위기
모형과 관측을 비교하면 은하 이하의 규모에서도 문제가 나타난다. 그러한 예로는 전술한 것처럼 기대되는 왜소은하의 수가 관측보다 너무 많은 문제라든지, 은하 중심 영역에서 암흑물질이 너무 많이 기대되는 문제를 들 수 있다. 이러한 문제가 이른바 "작은 규모 위기"(영어: small scale crisis)이다. 컴퓨터 시뮬레이션으로는 이러한 작은 규모에서 일어나는 현상을 분해하기가 어려우므로, 이 문제가 시뮬레이션의 결함 때문인지, 암흑물질이 표준에서 벗어나는 성질을 가지고 있기 때문인지, 모형이 더 급진적인 결함을 가지고 있기 때문인지는 아직 명확하지 않다.

### 잃어버린 중입자 문제
오늘날에 존재하는 중입자의 밀도는 마시모 페르시치Massimo Persic와 파올로 살루치Paolo Salucci가 타원은하와 나선은하, 은하군과 은하단에 관해 최초 측정한 바 있다. 두 사람은 전술한 천체 유형에 관하여 다음처럼 중입자 질량 대 광도의 비 {\displaystyle M_{b}/L}를 광도 함수 {\displaystyle \phi (L)}로 가중한 광도에 대해 적분하여 중입자 밀도를 얻었다.
{\displaystyle \rho _{b}=\sum \int L\phi (L){\frac {M_{b}}{L}}dL}.
그 결과 중입자 밀도계수는
{\displaystyle \Omega _{b}=\Omega _{\ast }+\Omega _{\mathrm {gas} }=2.2\times 10^{-3}+1.5\times 10^{-3}\ h^{-1.3}\simeq 0.003}.
여기서 {\displaystyle h\simeq 0.72}이다.
이 값이 표준 빅뱅 핵합성에서 기대하는 {\displaystyle \Omega _{b}\simeq 0.0486}보다 훨씬 작다는 점을 주목할 필요가 있다. 따라서 은하와 은하단과 은하군에 있는 별과 기체는 초기 우주에서 합성된 중입자의 10%도 안 된다. 이 문제가 이른바 "잃어버린 중입자"(영어: missing baryons) 문제다.
잃어버린 중입자 문제에 대한 해답이 제시되기도 하였다. 2021년, 한 연구진은 우주의 나이의 90%를 아우르는 범위에서 운동학적 수냐예프-젤도비치 효과를 관측하여 총 중입자 물질의 50%가량이 암흑물질 헤일로 바깥, 즉 은하간 공간을 채우고 있음을 발견하였다. 은하와 그 주변에 있는 중입자의 양을 합하면, 후기 우주의 총 중입자 질량은 이제 초기 우주의 중입자 질량과 양립할 수 있는 수준이다.

### 반증주의적 비판
ΛCDM 모형이 칼 포퍼가 정의하는 방면의 규약주의 수법을 토대로 세워졌기 때문에 반증이 불가하다는 주장도 있다.

## 변수
|           | 설명                                              | 기호                                 | 값-2015                  | 값-2018                  |
| --------- | ------------------------------------------------- | ------------------------------------ | ------------------------ | ------------------------ |
| 독립 변수 | 물리적 중입자 밀도계수                            | Ωb h2                                | 0.02230±0.00014          | 0.0224±0.0001            |
| 독립 변수 | 물리적 암흑물질 밀도계수                          | Ωc h2                                | 0.1188±0.0010            | 0.120±0.001              |
| 독립 변수 | 우주의 나이                                       | t0                                   | (13.799±0.021)×109 years | (13.787±0.020)×109 years |
| 독립 변수 | 스칼라 스펙트럼 지수                              | ns                                   | 0.9667±0.0040            | 0.965±0.004              |
| 독립 변수 | 곡률 요동 진폭, k0 = 0.002 Mpc−1                  | {\displaystyle \Delta _{R}^{2}}      | 2.441+0.088 −0.092×10−9  | ?                        |
| 독립 변수 | 재이온화 광학적 깊이                              | τ                                    | 0.066±0.012              | 0.054±0.007              |
| 고정 변수 | 총 밀도계수                                       | Ωtot                                 | 1                        | ?                        |
| 고정 변수 | 암흑 에너지 상태 방정식                           | w                                    | −1                       | w0 = −1.03 ± 0.03        |
| 고정 변수 | 텐서/스칼라 비                                    | r                                    | 0                        | r0.002 < 0.06            |
| 고정 변수 | 러닝 스펙트럼 지수                                | {\displaystyle dn_{\text{s}}/d\ln k} | 0                        | ?                        |
| 고정 변수 | 세 중성미자의 질량합                              | {\displaystyle \sum m_{\nu }}        | 0.06 eV/c2:40            | 0.12 eV/c2               |
| 고정 변수 | 상대론적 자유도의 유효 가짓수                     | Neff                                 | 3.046                    | 2.99±0.17                |
| 계산값    | 허블상수                                          | H0                                   | 67.74±0.46 km s−1 Mpc−1  | 67.4±0.5 km s−1 Mpc−1    |
| 계산값    | 중입자 밀도계수                                   | Ωb                                   | 0.0486±0.0010            | ?                        |
| 계산값    | 암흑물질 밀도계수                                 | Ωc                                   | 0.2589±0.0057            | ?                        |
| 계산값    | 물질 밀도계수                                     | Ωm                                   | 0.3089±0.0062            | 0.315±0.007              |
| 계산값    | 암흑 에너지 밀도계수                              | ΩΛ                                   | 0.6911±0.0062            | 0.6847±0.0073            |
| 계산값    | 임계밀도                                          | ρcrit                                | (8.62±0.12)×10−27 kg/m3  | ?                        |
| 계산값    | 현재 반경 8h–1 Mpc인 구체의 평균-제곱근 물질 요동 | σ8                                   | 0.8159±0.0086            | 0.811±0.006              |
| 계산값    | 광자 분리 시기 적색편이                           | z∗                                   | 1089.90±0.23             | 1089.80±0.21             |
| 계산값    | 광자 분리 시기 우주의 나이                        | t∗                                   | 377700±3200 years        | ?                        |
| 계산값    | 재이온화 시기 적색편이 (사전 확률로)              | zre                                  | 8.5+1.0 −1.1             | 7.68±0.79                |

간단한 ΛCDM 모형은 여섯 변수를 기반으로 하고 있다. 물리적 중입자 밀도계수(physical baryon density parameter)와 물리적 암흑물질 밀도계수(physical dark matter density parameter)와 우주의 나이와 스칼라 스펙트럼 지수(scalar spectral index)와 곡률 요동 진폭(curvature fluctuation amplitude)과 재이온화 광학적 깊이(reionization optical depth)가 그것이다. 이러한 변수의 가짓수는 오컴의 면도날에 따라 현존하는 관측과 잘 일치하는 결과를 내놓는 데 필요한 최소한의 수이다. 조절 가능한 다른 변수는 "자연스러운" 값으로 고정되어 있는데, 이를테면 총 에너지 밀도계수 {\displaystyle \Omega _{\mathrm {tot} }=1.00}과 암흑에너지 상태 방정식 {\displaystyle w=-1}이 그러하다. 이러한 변수를 조절하는 경우는 후술할 확장 모형이 있다.
이러한 여섯 변수는 대부분 오늘날의 이론에서 예측되는 값이 아니다. 예외가 있다면 스칼라 스펙트럼 지수인데, 이는 대다수의 급팽창 이론 모형에서 1보다 약간 작은 값으로 기대하고 있다. 관측과 잘 일치하는 값은 0.96이다. 여섯 변수의 값과 오차는 대형 컴퓨터가 패러미터 공간에서 관측과 잘 맞는 영역을 탐색함으로써 추산된다. 이러한 변수를 통해 허블상수와 암흑 에너지의 밀도처럼 다른 모형에서 다루는 값을 손쉽게 계산할 수 있다.
맞춤에 흔히 쓰이는 관측은 우주 마이크로파 배경의 비등방성과 초신성의 밝기/적색편이 관계, 그리고 중입자 음파 진동을 비롯한 은하의 대규모 군집 현상이 있다. 허블상수나 은하단의 존재도, 약한 중력렌즈 효과(weak gravitational lensing), 구상성단 나이와 같은 다른 관측은 모형을 검증할 수단이 되기도 하며, 일반적으로는 모형과 일치하는 편이지만, 지금으로서는 측정의 정밀도가 낮은 편이다.
상기한 목록의 변숫값은 2015년 플랑크 협업 우주론 변수로서, 플랑크의 우주 마이크로파 배경 파워 스펙트럼에 맞춘 기본 ΛCDM 모형과 우주 마이크로파 배경 약한 중력렌즈 복원(lensing reconstruction) 및 외부 관측 자료(BAO + JLA + H0)로 제한한 68% 신뢰구간의 값을 인용하였다. 다른 결괏값은 플랑크 위성 문서의 결과 목차를 참고하라. 플랑크 (인공위성)도 참조하라.
1. 1 2  The "physical baryon density parameter" Ωb h2 is the "baryon density parameter" Ωb multiplied by the square of the reduced Hubble constant h = H0 / (100 km s−1 Mpc−1).[86][87] Likewise for the difference between "physical dark matter density parameter" and "dark matter density parameter".
2. 1 2 3 4 5  A density ρx = Ωxρcrit is expressed in terms of the critical density ρcrit, which is the total density of matter/energy needed for the universe to be spatially flat. Measurements indicate that the actual total density ρtot is very close if not equal to this value, see below.
3. ↑  태양과 지구의 중성미자 진동 실험에서 허용되는 최솟값이다.
4. ↑  from the 표준 모형 of particle physics
5. ↑  Calculated from Ωbh2 and h = H0 / (100 km s−1 Mpc−1).
6. ↑  Calculated from Ωch2 and h = H0 / (100 km s−1 Mpc−1).
7. ↑  Calculated from h = H0 / (100 km s−1 Mpc−1) per ρcrit = 1.87847×10−26 h2 kg m−3.[11]

## 확장 모형
| 설명                     | 기호                                 | 값                                                  |
| ------------------------ | ------------------------------------ | --------------------------------------------------- |
| 총 밀도계수              | {\displaystyle \Omega _{\text{tot}}} | 0.9993±0.0019                                       |
| 암흑에너지 상태 방정식   | {\displaystyle w}                    | −0.980±0.053                                        |
| 텐서/스칼라 비           | {\displaystyle r}                    | < 0.11, k0 = 0.002 Mpc−1 ({\displaystyle 2\sigma }) |
| 러닝 스펙트럼 지수       | {\displaystyle dn_{s}/d\ln k}        | −0.022±0.020, k0 = 0.002 Mpc−1                      |
| 세 중성미자의 질량합     | {\displaystyle \sum m_{\nu }}        | < 0.58 eV/c2 ({\displaystyle 2\sigma })             |
| 물리적 중성미자 밀도계수 | {\displaystyle \Omega _{\nu }h^{2}}  | < 0.0062                                            |

확장 모형은 기본 6변수와 더불어서 하나 이상의 "고정" 변수를 조절한다. 그래서 이러한 모형은 추가 변수가 기본값에 근접하는 한도 내에서 기본 6변수 모형과 매끄럽게 호환된다. 이를테면, 가장 간단한 ΛCDM 모형에 관하여 할 수 있는 확장은 공간 곡률({\displaystyle \Omega _{\mathrm {tot} }}가 1과는 다를 때)을 허용하거나 암흑에너지 상태 방정식이 -1과는 다른 경우, 즉 우주상수를 제하고 퀸테선스를 도입하는 것이다. 급팽창 이론은 텐서 요동(중력파)을 기대한다. 이러한 요동의 진폭은 텐서 대 스칼라 비(tensor-to-scalar ratio), ({\displaystyle r}로 표기)를 매개변수로 하며, 그 변수는 급팽창의 에너지 규모로 결정된다. 기타 수정 방법으로는 최솟값보다 무거운 중성미자 형태의 뜨거운 암흑물질을 허용하거나 러닝 스펙트럼 지수(running spectral index)를 허용하는 방법이 있다. 후자는 간단한 우주 급팽창 모형에서는 잘 선호하지 않는 방법이다.
다른 변수의 조절을 허용하면 일반적인 경우에서는 전술한 표준 6변수의 불확실성이 일반적으로 증가하며, 그 중앙값 역시 조금 달라질 것이다. 상기한 표는 기본 6변수에 조절 가능한 1변수를 추가한 "6+1" 시나리오들의 결괏값을 기재하고 있다. 이는 현재로서는 다른 변수가 기본값과 다르리라는 확실한 정황이 없다는 것을 시사한다.
일부 연구자는 러닝 스펙트럼 지수가 0이 아닐 것이라 제안한 바 있지만, 통계적으로 유의미한 연구 중에서는 이를 뒷받침하는 것이 없다. 이론적인 예측에 의하면 텐서 대 스칼라 비 {\displaystyle r}은 0에서 0.3 사이의 값을 가져야 한다. 최신 연구 결과에 따르면 지금은 이러한 범위 내에 있다.

## 같이 보기
- 볼쇼이 우주론적 시뮬레이션(영어판)
- 은하의 형성과 진화
- 일러스트리스 프로젝트
- 우주론적 컴퓨팅 소프트웨어 목록(영어판)
- 밀레니움 런(영어판)
- 약하게 상호작용하는 무거운 입자(WIMP)
- ΛCDM 모형은 우주론의 표준 모형으로도 알려져 있지만 입자 물리학의 표준 모형과는 관련이 없다.

## 추가 자료
- Ostriker, J. P.; Steinhardt, P. J. (1995). "Cosmic Concordance". arXiv:astro-ph/9505066.
- Ostriker, Jeremiah P.; Mitton, Simon (2013). Heart of Darkness: Unraveling the mysteries of the invisible universe. Princeton, NJ: Princeton University Press.
- Rebolo, R.; et al. (2004). "Cosmological parameter estimation using Very Small Array data out to ℓ= 1500". Monthly Notices of the Royal Astronomical Society. 353 (3): 747–759. arXiv:astro-ph/0402466.